# El Palacio de Hierro
El Palacio de Hierro, S.A.B. de C.V. es una empresa mexicana de grandes almacenes que opera 15 tiendas departamentales de lujo, 3 boutiques, 2 casas tipo palacio, y 2 outlets en toda la República Mexicana, con su sede en la Ciudad de México. Se fundó en 1891, originalmente como sociedad en comandita. En 1898, se convirtió en la primera sociedad anónima en el ámbito comercial del país.

## Antecedentes
Cuando en México estaba su apogeo el virreinato y aún se llamaba Nueva España, la entrada de los extranjeros estaba prohibida. Los pocos que llegaban tenían permiso de la Corona. A finales del siglo XVIII se fue relajando un poco la situación y llegaron algunos franceses, como el comerciante Ernesto Maillefert. En el año 1821, ya consumada la independencia, llegaron más comerciantes franceses. A la Ciudad de México arribó Jacques Arnaud, un barcelonnette, como se le dice en México a los nacidos en valle del río Ubaye, al sur de Francia. Ambos abrieron "Las siete puertas," una tienda o cajón de ropa elegante y surtida. Así, antes de que Agustín de Iturbide fuera emperador, comenzó el movimiento comercial que se estableció entre México y los de Barcelonnette de entonces hasta la Segunda Guerra Mundial y que dio lugar al nacimiento de muchas tiendas mexicanas, entre ellas El Palacio de Hierro. 

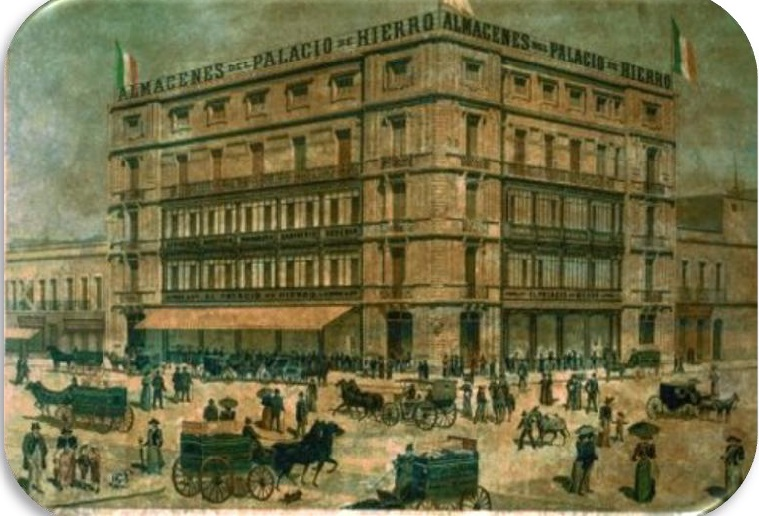
El Palacio de Hierro en 1898.

El flujo fue tan importante que en Jausiers, el poblado donde nacieron Jacques Arnaud y sus hermanos, hay una placa cuya traducción reza: 
Las Siete Puertas 

Los 3 hermanos Arnaud, primeros hijos del Valle que partieron a México "1821" abriendo en el centro de la Ciudad de México el almacén de telas 

Las Siete Puertas 

La prosperidad de esta tienda dio nacimiento al de la formidable emigración de los barcelonnettes a México.
La emigración dejó prácticamente sin mano de obra masculina al Valle de Ubaye. Además, los barcelonnettes se casaban cuando ya se habían retirado de la vida laboral, es decir cuando tenían alrededor de 45 años. Así evitaban problemas familiares que perturbaran su eficacia en el trabajo. Como sus hijos eran muy pequeños, cuando se trataba de dueños de algún negocio, los sucedían en ellos sus hermanos menores, sus sobrinos y sus empleados destacados. El entrenamiento era parte del proceso de ascenso, tan definido como un escalafón: aprendiz sin remuneración, vendedor con un sueldo mensual de diez pesos; luego agente vendedor; después asociado, con derecho a un porcentaje sobre las ganancias. Ya como jefe, el porcentaje subía según su responsabilidad: venta al menudeo, venta al mayoreo, compras en plaza, correspondencia, caja, contabilidad y, finalmente, la dirección. Quienes preferían un camino más libre y ganar por arriba de los mil pesos mensuales, tras tres años de aprendizaje, se iban de vendedores a los circuitos de distribución de las tiendas, a lo largo y ancho de México.

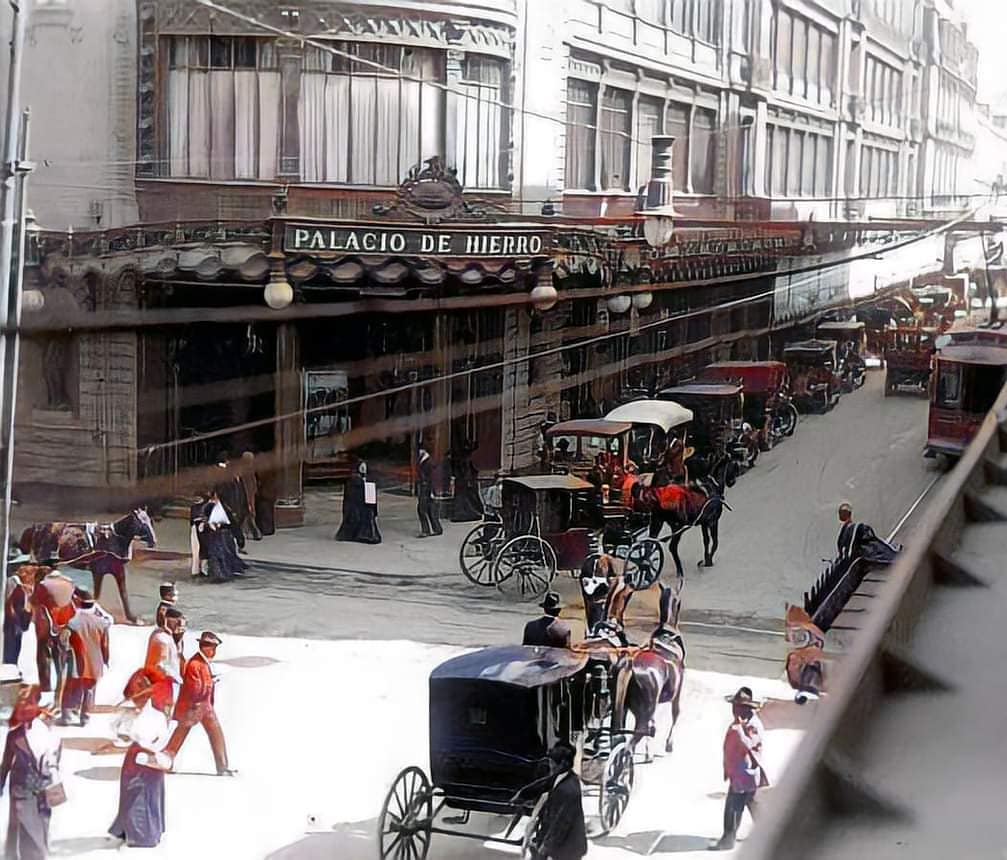
Tránsito popular a las afueras del edificio.

El primer año prácticamente nadie tenía sueldo: los aprendices pagaban con trabajo el costo del viaje. Como todos los trabajadores, recibían casa, comida y dos botellas de vino: una el 14 de julio y otra el 24 de diciembre. En su libro, describió Chabrand:
Desde la mañana hasta la noche, no hacen otra cosa que enrollar, doblar y pegar las telas, y colocar las piezas en los anaqueles de la trastienda. Como se desacomoda a medida que se acomoda, cuando creen haber terminado tienen que recomenzar de nueva cuenta. Lógicamente están a las órdenes de todos los vendedores a los que deben obedecer: “Obedecer y callarse... sin murmurar”, es la consigna... Mientras dura este aprendizaje que, hay que reconocerlo, es sumamente fatigoso, duermen sobre el mostrador. Tienen a su cargo, además, la tarea de asear y barrer todo el local.

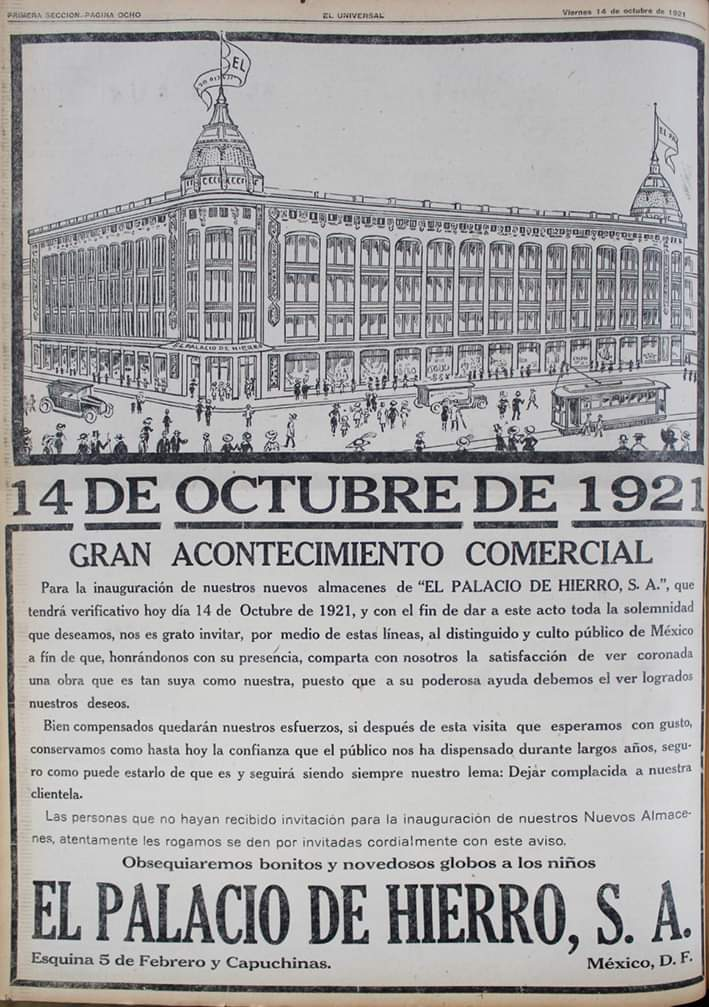
Promocional de inauguración del nuevo edificio.

Para ir subiendo de categoría, su primera preocupación debe ser la de aprender lo más rápidamente posible la lengua española, memorizar los nombres de todas las mercancías y familiarizarse con el manejo de las monedas mexicanas.
El idioma no significa mayor problema, ya que su pattois natal se parece al español, pero el sistema monetario les parece muy complicado. Los franceses usan el sistema monetario decimal, creado en su país. Se ha tratado de introducir en México, con pocos resultados, así que convive con el octaval en uso desde la Colonia, con el resultado de aumentar las dificultades.
En el año 1862, a raíz de la Segunda intervención francesa en México, la Compagnie Générale Transatlantique (CGT) inauguró la ruta Saint-Nazaire-El Caribe-Veracruz. En el año 1864, con la llegada de Maximiliano, se estableció un viaje mensual, lo que provocó un aumento en la migración de jóvenes franceses. Entre ellos llegaron dos: Joseph Tron y Joseph Léautaud. Se conocieron en la travesía. Ambos jóvenes llegaron al Portal de las Flores, en el Zócalo de la Ciudad de México. Ahí había un cajón de ropa llamado Las Fábricas de Francia, donde trabajaron hasta comprarlo en el año 1876 a los antiguos dueños, de acuerdo con la costumbre barcelonnetta. Junto con Jules y Henri, hermanos Joseph Tron, formaron una sociedad: J. Tron y Cía. 
En el año 1888,  J. Tron y Cía. vendió Las Fábricas de Francia para abrir la primera tienda de departamentos de México: El Palacio de Hierro. Tendría mucha más mercancía que un cajón de ropa, o que un almacén de novedades, como se les llamaba a los que ofrecían artículos de arreglo personal y para el hogar.

## Del Porfiriato a la Primera Guerra

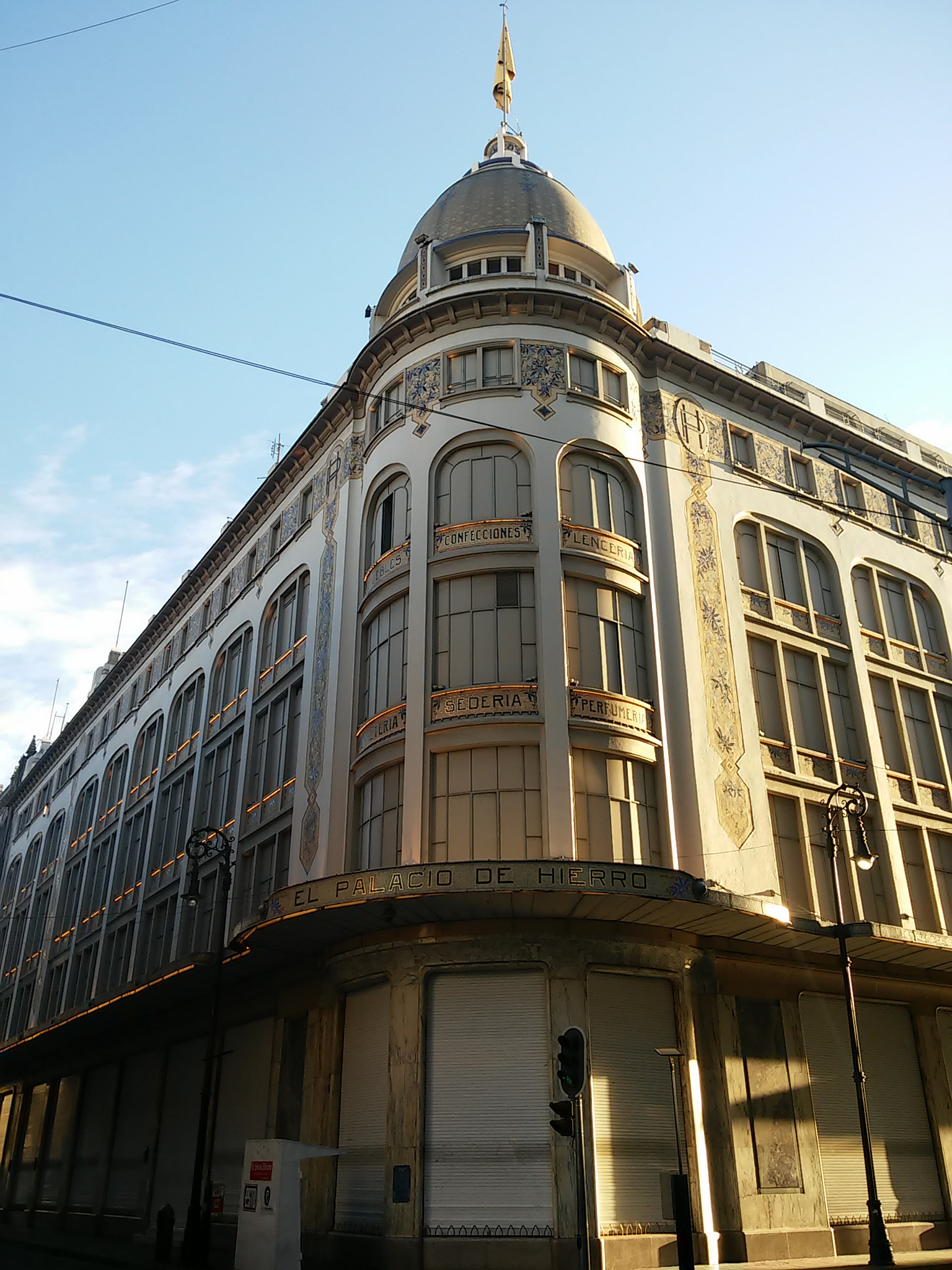
Edificio del palacio de hierro construido por el arquitecto Paul Dubois de 1918 a 1921

El Palacio de Hierro fue hecho a imagen y semejanza de Le Bon Marché, el gran almacén parisino fundado por Aristide Boucicaut. Para ello, el 30 de enero del año 1888, ante el notario Ignacio Burgoa, se firmó el acta por la que El Palacio de Hierro quedó legalmente constituido. Luego, J. Tron y Cía. adquirió un terreno de 625 m² en las calles de San Bernardo y pasaje de la Diputación, actualmente las avenidas Venustiano Carranza y Veinte de Noviembre, en el centro de la Ciudad de México, donde construyó un edificio de cinco pisos, primer edificio hecho ex profeso para ser comercio, dotado de una estructura de hierro y acero bajo los criterios de la escuela de Gustave Eiffel, el creador de la famosa Torre parisina que lleva su nombre. La construcción demoró tres años. Cuando ya iba bastante adelantada se formó la leyenda de que el público pasaba por la calle y al verla decía que ahí se estaba construyendo un palacio de hierro y por eso le pusieron ese nombre, aunque en realidad la tienda ya se llamaba así desde su escrituración. El 1 de julio del año 1891 fue la inauguración. El Dr. José María Marroqui describió el edificio en su libro de la Ciudad de México. 
Es casi cuadrado, bello y elegante; tiene veintitrés metros de elevación y descuella sobre todos los edificios particulares de la ciudad. Merced a esto pudo colocarse en la orilla de la azotea, a manera de baranda, repetido en los cuatro lados, un letrero que, con letras doradas, grandes y abultadas, dice: ‘Almacenes del Palacio de Hierro’. Tres asta banderas hay: una en el ángulo libre de la escuadra, y otra en cada uno de los extremos; en la primera, se enarbola, los días grandes, el pabellón mexicano, y en las de los extremos, el francés. Sobre las vidrieras del primer piso, en el lado de la calle de San Bernardo, se lee: ‘J. Tron y C.’; en la esquina, dentro de un medallón de relieve tallado en la piedra, las tres letras iniciales, ‘J.T. y C.’, enlazadas, y abajo de él, ‘1891’.”'
En su interior, llamaba la atención un elevador hidráulico y transparente; los 350 focos eléctricos que se encendían por las noches, los 500 mecheros de gas que estaban listos por si fallaba la electricidad; que tuviera su propia oficina de correo y de telégrafo y además su teléfono, cuyo número era el 636 de la Compañía Telefónica Mexicana. Los maniquíes y el piso sin tarimas resultaron un éxito entre la clientela, al igual que los estilizados mostradores de madera donde se extendían cosas pesadas, por ejemplo, rollos de tela. 
Lealtad, honradez y eficacia es nuestro lema, anunciaba El Palacio de Hierro. Desde el principio hubo venta directa y por catálogo, pues su principal negocio era el mayoreo, sobre todo por las compras que hacían las haciendas y los negocios del interior del país. Había productos importados y otros elaborados en talleres y fábricas propias. Se introdujo la novedad de presentar precios fijos etiquetados —lo que rompió la tradición del regateo— y provocó verdaderas batallas con la clientela. Auguste Genin, uno de los socios, describió el servicio de entrega a domicilio:  ... El Palacio de Hierro, al igual que cualquier almacén de París, posee coches de entrega, tan prácticos como elegantes, que llevan a los cuatro puntos cardinales de la ciudad las mercancías compradas ese mismo día.
El 6 de abril del año 1898,  J. Tron y Cía. adoptó el nombre de su tienda y se volvió El Palacio de Hierro Sociedad Anónima (S.A.), probablemente la primera empresa comercial constituida como Sociedad Anónima en México. Esa figura sólo la usaban las compañías mineras y algunos bancos. La sociedad inició con un capital de cuatro millones de pesos, totalmente suscrito. Se decidió construir un inmueble nuevo junto al edificio principal, para ampliar los pisos de venta y celebrar el décimo aniversario del negocio, en el año 1901. Así se hizo y para ello se mudaron al entonces vecino pueblo de Tlaxcoaque los talleres que estaban en una casa vecina al edificio original, en San Bernardo 18, hoy Venustiano Carranza, y se edificó un edificio casi idéntico al primero de la tienda.
Con miras a celebrar el 20º aniversario en el año 1911, se compró la casa que faltaba para que la tienda ocupara toda la acera de San Bernardo. Con eso, El Palacio de Hierro tuvo la esquina de Monterilla, hoy Avenida Cinco de febrero. La nueva construcción fue de un edificio majestuoso, con una fachada muy parisina. Mientras se construía, en el año 1910 se conmemoró el centenario de la Independencia. Hubo varios desfiles. El dedicado al comercio fue el 4 de septiembre. El Palacio de Hierro participó con un lujoso carro alegórico acompañado de un carruaje y tres automóviles de su propiedad. El lunes 2 de octubre del año 1911 se inauguró el nuevo edificio. Para entonces, Porfirio Díaz y su familia vivían exiliados en París. El presidente interino era Francisco León de la Barra y se esperaba que en noviembre lo fuera Francisco I. Madero.
En el año 1912, se retiró Henri Tron y se mudó a Francia. Su hermano Justin lo sucedió como presidente del consejo. A pesar de la Revolución, El Palacio de Hierro siguió adelante. En abril del año 1914, como cada año, se preparaba para las fiestas de primavera: un concurso de aparadores y carros alegóricos de la Batalla de las Flores cuando, en la tarde del miércoles 15 una conexión del material eléctrico improvisada en un aparador de Monterilla, hizo cortocircuito y provocó un incendio que consumió de inmediato las telas del decorado del aparador y desniveló el armazón de hierro fundido. El faro de la torre se cayó hasta la planta baja y su combustible “redujo a cenizas el elegante y bello edificio comercial de El Palacio de Hierro.” Se salvaron la herrería de la puerta principal, el medallón tallado en piedra de J. Tron y Cía., un segmento de la fachada del edificio del lado de Callejuela, colindante con el Palacio Municipal, y la escalera de empleados, estructuras que aún forman parte del edificio del Centro histórico. La Revolución mexicana y la Primera Guerra Mundial impidieron la inmediata reconstrucción. El arquitecto Paul Dubois, contratado para hacer el nuevo inmueble, Hippolyte Signoret, sobrino de los Tron y destinado a encabezar la tienda, y otros 26 empleados dejaron México y se fueron a luchar por Francia en los batallones alpinos 157 y 159, conformados por los más de 1200 jóvenes que trabajaban en el país. Con dos locales localizados frente a donde había estado la tienda, el llamado Anexo y uno alquilado a una cuadra, en la calle de Ocampo, El Palacio de Hierro siguió atendiendo a su clientela. Además, unos carros hacían el servicio de ida y vuelta de su terreno casi baldío a las grandes salas de exhibición de muebles instaladas en los talleres.

## Del final de la Revolución a 1958
En el año 1921, tomó posesión de su cargo el presidente Álvaro Obregón. Tras una década de guerra civil, la economía estaba en crisis y se vivía en relativa paz. Había 14.3 millones de habitantes, casi un millón menos que en el año 1910. Sólo en la Ciudad de México la población aumentó: buscando seguridad, mucha gente llegó a vivir en ella. Con unas fiestas más sencillas que las del año 1910, en septiembre se celebró el Centenario de la Consumación de la Independencia. Se acuñaron los centenarios, monedas de oro de 50 pesos mexicanos; hubo funciones de teatro y cenas en las que la clientela vestía prendas del almacén. El Palacio de Hierro, Las Fábricas Universales, Al Puerto de Veracruz y El Nuevo Mundo compartieron un carro alegórico: Las cuatro esquinas. Se llamó así porque compartía con otras tres tiendas su ubicación en las avenidas 5 de Febrero y Capuchinas, las cuales habían dejado de llamarse Monterilla y San Bernardo.
Para celebrar su trigésimo aniversario, El Palacio de Hierro construyó en 14 meses su nuevo edificio principal, un inmueble de concreto armado, sencillo, de formas geométricas y un naturismo estilizado con elementos art déco. El arquitecto Dubois lo diseñó e hizo los planos junto con el arquitecto Marcon. Los bocetos corrieron a cargo del arquitecto Juan Segura Gutiérrez, discípulo de Dubois. Su estructura se hizo de fierro y acero. El inmueble ocupó el terreno del anterior, en Capuchinas, de la Av. 5 de Febrero a Callejuela. Se unió a lo poco que quedó del incendio y se unificó de tal manera que había que poner mucha atención para advertirlo. Su gran patio central fue cubierto por el vitral de Jacques Grüber y las escaleras, tanto de los clientes como de los empleados, al igual que los dos elevadores, se dispusieron a los costados. La entrada principal se abrió del lado de la Av. 5 de Febrero y se hizo otra similar hacia Callejuela. A la mitad de la acera de Capuchinas, se estrenó una tercera entrada; “El Palacio de Hierro, la casa de todos” era el lema. La inauguración se llevó a cabo el 14 de octubre del año 1921.
En el año 1922, antes del año de su inauguración, fue necesario transformar profundamente el negocio y darle más importancia al menudeo que al mayoreo. El edificio recién abierto cambió: las mesas y los armarios dejaron su lugar a los exhibidores, las bolsas sustituyeron a las cajas de empaque; el personal aprendió a tratar con muchos clientes, que compraban uno o dos artículos, en vez de atender a unos cuantos que llevaban grandes volúmenes, y las bodegas se reordenaron para reponer de inmediato los artículos con mayor demanda.
Para el año 1958, el almacén Durango fue abierto en la colonia Roma.

## Diversificación territorial
Posteriormente se abrieron los almacenes Perisur (1980) y Centro Coyoacán (1988). A inicios de la década de los noventa, se inaugura un almacén dentro del centro comercial Centro Santa Fe (1993). En 1996, inicia operaciones el primer outlet de liquidaciones en el municipio de Tlalnepantla y, al año siguiente, abrió un almacén en la colonia Polanco y en 1998 se inaugura el almacén de Plaza Satélite.
En el año 2001, inaugura la tienda Outlet Palacio como ancla en Las Plazas Outlet Lerma. En octubre de 2002, se abrió El Palacio de Hierro en la ciudad de Puebla, Puebla, la primera tienda de la cadena fuera de la Zona Metropolitana de la Ciudad de México. En enero de 2005, se inaugura un outlet en el centro comercial Punta Norte y, en noviembre de ese año, se abrió la tienda en la ciudad de Monterrey, Nuevo León, dentro del centro comercial Paseo San Pedro. En diciembre de 2006, se realiza la apertura de Casa Palacio en el centro comercial Antara y en noviembre de 2008, da apertura a su décima tienda en la ciudad de Guadalajara, Jalisco. En diciembre del año 2008, se inauguró la Boutique Palacio en el centro comercial La Isla, en la ciudad de Acapulco, Guerrero, y a un lado también se estableció la primera Casa Palacio fuera de la Ciudad de México.
En septiembre del año 2010, se inauguró una Boutique Palacio y la segunda Casa Palacio en el centro comercial Paseo Acoxpa, al sur de la Ciudad de México, y en diciembre del mismo año fue inaugurada una Boutique Palacio en el centro comercial La Isla, en la ciudad de Cancún, Quintana Roo. En noviembre de 2011, se inauguró otra tienda en Interlomas (Huixquilucan, Estado de México). En octubre del año 2012, abre su primera tienda en el sureste de México dentro del centro comercial Altabrisa en la ciudad de Villahermosa, Tabasco.
El 3 de octubre de 2014, se inauguró el almacén de Querétaro, Querétaro, dentro del centro comercial Antea, siendo la tercera tienda más grande del grupo fuera de la Ciudad de México después de las sucursales de Guadalajara y Monterrey.
Ha cotizado en la Bolsa Mexicana de Valores, desde el año 1964 con el nombre de El Palacio de Hierro, y a partir del año 1990 con el nombre de Grupo Palacio de Hierro. Durante este período se ha expandido invirtiendo en centros comerciales y en tiendas departamentales donde tiene una participación en el mercado mexicano en virtud de su imagen como la mejor tienda departamental.
El Grupo Palacio es propietario del centro comercial Coyoacán (actualmente cerrado, tras la apertura del Complejo Mítikah en 2022), que cuenta con 124 locales comerciales en arrendamiento. Asimismo, es copropietario o condómino en los centros comerciales Santa Fe, Perisur, Satélite, Angelópolis y Paseo San Pedro.
A partir del 7 de enero del año 2015, el centro comercial Moliere Dos 22 cerró, para comenzar con la remodelación del Palacio Polanco, que ahora ocupará todo el espacio de la plaza, convirtiéndose en la departamental de lujo, moda y estilo más grande de Latinoamérica. El reconocido arquitecto Javier Sordo Madaleno fue el encargado de diseñar la icónica torre triangular del Palacio Polanco, y será él quien continuará a cargo de la remodelación de la fachada. Su apertura fue en otoño del año 2015. 
En septiembre del año 2019, abrieron la tienda departamental en Boca del Río, Veracruz, dentro del centro comercial Andamar Lifestyle Center.
En septiembre de 2022, la tienda ubicada en Centro Coyoacán fue cerrada y trasladada al centro comercial Mitikah.
En octubre de 2024 se inauguró el almacén de la firma en León, Guanajuato, en el centro comercial Plaza Mayor; el diseño de la plaza es atribuido a elementos culturales fáciles de asociar con la región tanto a nivel de la ciudad de León como su estado.